# Corrin
Planeta de la saga Dune de Frank Herbert. Corrin desempeña una papel importante a pesar de que no es visitado por ninguno de los personajes principales en la saga original. 
Durante la época de la Yihad Butleriana, Corrin fue el más importante de los Mundos sincronizados. En un periodo en el que la Yihad se debilitaba, Serena Butler y el Patriarca Iblis idearon una estratagema que consistió en provocar a Omnius para que la matase y mostrar las imágenes del asesinato a la humanidad que tendría lugar durante dicho encuentro. Pese a que Erasmo consiguió frenar a Omnius y explicarle el fin de tal acción, Serena fue sacrificada por una de sus Serafinas guardaespaldas.
En la Batalla de Corrin las "máquinas pensantes" fueron derrotadas por la Liga de nobles. Para recordar esa victoria, el virrey tomó el nombre del planeta y fundó la Casa Corrino. 
Son originarios de Corrin: 
- El robot independiente Erasmo.
- Omnius
- Gilbertus Albans, el primer mentat entrenado por Erasmo, y fundador de esa escuela.

- Datos: Q7886678